# Gerhard Herzberg
Gerhard Herzberg, född 25 december 1904 i Hamburg, Tyskland, död 3 mars 1999 i Ottawa, Ontario, Kanada, var en tysk-kanadensisk kemist och fysiker verksam som forskare i Ottawa, Kanada. 
År 1971 erhöll han Nobelpriset i kemi främst för sina undersökningar av de fria radikalerna. Han invaldes 1981 som utländsk ledamot av Kungliga Vetenskapsakademien.

## Biografi

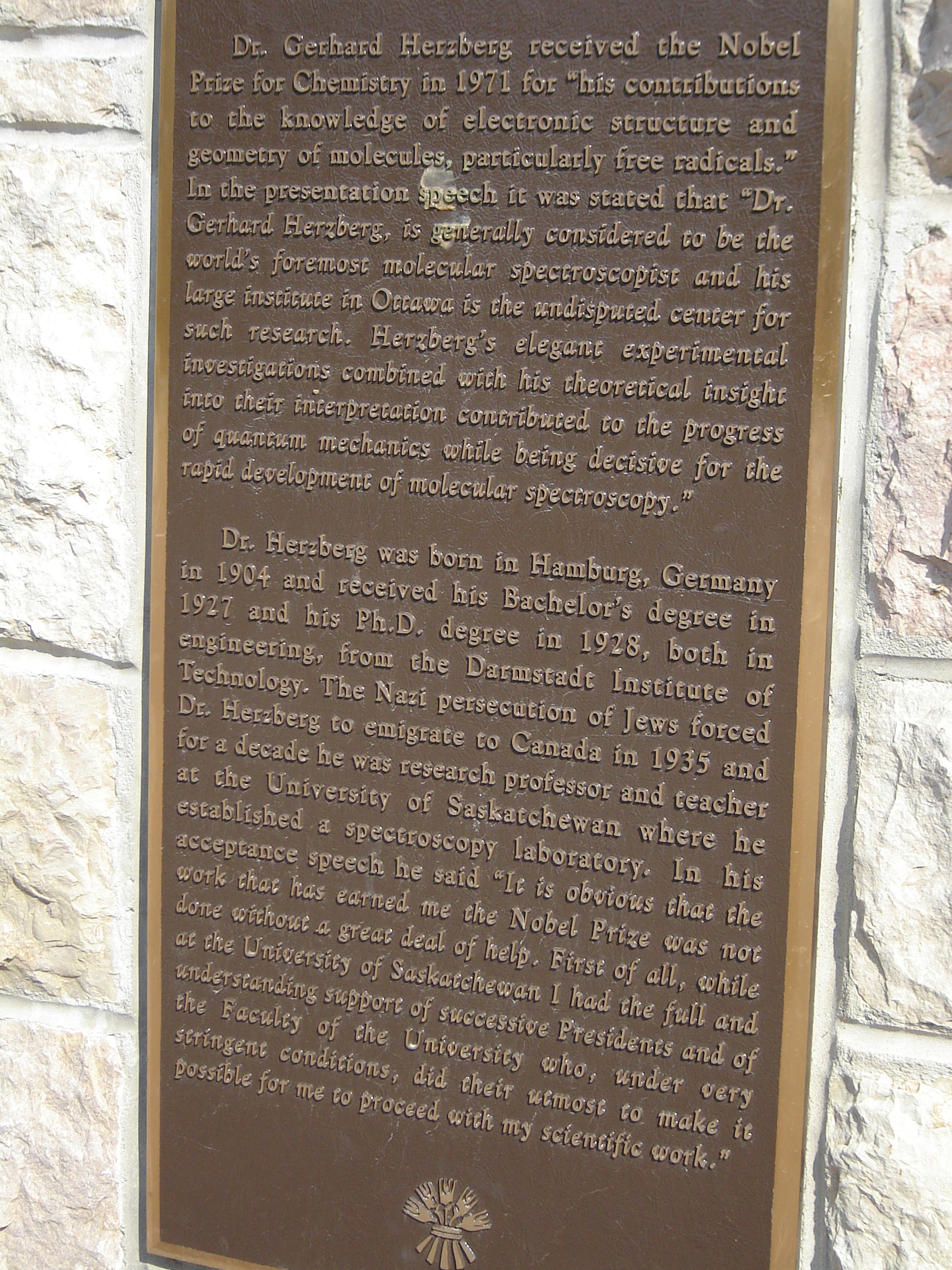
Minnesplakett på College Building, University of Saskatchewan

Herzberg var son till Albin H. Herzberg och Ella Biber.Han hade en äldre bror, Walter, som föddes i januari 1904. Herzberg började förskolan sent, efter att ha varit sjuk i mässling. Gerhard och hans familj var ateister och höll detta faktum dolt. Hans far dog 1914, vid 43 års ålder, efter att ha lidit av ödem och komplikationer på grund av ett tidigare hjärtfel. Herzberg utexaminerades från förskolan kort efter sin fars död.
Inledningsvis övervägde Herzberg en karriär inom astronomi, men hans ansökan till Hamburg Observatory återvände och rådde honom att inte fortsätta en karriär inom området utan privat ekonomiskt stöd. Efter att ha avslutat gymnasiet vid Gelehrtenschule des Johanneums fortsatte Herzberg sin utbildning vid Darmstadt University of Technology med hjälp av ett privat stipendium och tog teknologie doktorsexamen under handledning av Hans Rau 1928.

## Vetenskapligt arbete
Herzbergs huvudsakliga arbete rörde sig inom atom- och molekylär spektroskopi. Han är välkänd för att använda dessa tekniker som bestämmer strukturerna hos diatomiska och polyatomiska molekyler, inklusive fria radikaler som är svåra att undersöka på något annat sätt, och för kemisk analys av astronomiska objekt. 
Hans karriär inom vetenskapligt arbete kan sammanfattas med
- 1928–1930 Postdoktoralt arbete vid University of Göttingen och Bristol University under James Franck, Max Born, John Lennard-Jones
- 1930 Darmstadt Tekniska högskola: Privatdozent (föreläsare) och senior assistent i fysik
- 1935 Gästprofessor, University of Saskatchewan (Saskatoon, Kanada)
- 1936–1945 Professor i fysik, University of Saskatchewan
- 1939 Ledamot av Royal Society of Canada
- 1945–1948 Professor i spektroskopi, Yerkes Observatory, University of Chicago (Chicago, USA)
- 1948 Direktör för avdelningen för ren fysik, Kanadas nationella forskningsråd
- 1951 Ledamot av Royal Society of London[24]
- 1957–1963 Vice ordförande för Internationella unionen för ren och tillämpad fysik
- 1956–1957 Ordförande för Canadian Association of Physicists
- 1960 ger Bakerianföreläsning vid Royal Society of London[24]
- 1966–1967 Ordförande för Royal Society of Canada
- 1968 Medlem av Kanadensiska Orden[24]
- 1968 George Fisher Baker gästföreläsare i kemi vid Cornell University (Ithaca, USA)
- 1969 Tilldelad Willard Gibbs-priset
- 1969 Status som framstående forskare vid den rekombinerade avdelningen för fysik, vid National Research Council of Canada
- 1970 Föreläsare av Chemical Society of London, mottar Faraday-medaljen
- 1971 Nobelpriset i kemi "för hans bidrag till kunskapen om molekylers elektroniska struktur och geometri, särskilt fria radikaler"[25][24]
- 1971 Royal Medal från Royal Society of London[24]
- 1973-1980 Kansler vid Carleton University (Ottawa, Ontario, Kanada)
- 1981 Grundande medlem av Världskulturrådet.[26]
- 1992 Insvuren i drottningens riksråd för Kanada[24]